# 丕林岛
丕林島（羅馬化：Barīm）是曼德海峽南部紅海入口的火山島，屬於葉門共和國領土，位於該國西南海岸。其表面积达到13平方千米，最高海拔达65米。
丕林岛的东南角有一个天然港湾，但是島上完全沒有人類或其他動物，仅有少量植物存在。淡水的缺乏是令附近居民難以在此长期定居的一个重要因素。以往島上的火山爆發曾一度造成曼德海峡堵塞，导致红海海水蒸發並變成一個含鹽量高的內陸鹽湖。
葡萄牙王國的探險船隊曾於1513年到訪此島，但是碍于鄂圖曼帝國的情面没有进行占领。法国在1738年占领了该島。1799年，丕林岛被英國東印度公司占领，作为为控制紅海以至歐亞航線的跳板及前哨站，但後來被鄂圖曼帝國所奪回。1857年，英国重新占领了该岛并且对亚丁进行了殖民统治，并在岛上建造了一座灯塔。从1869年开始，岛屿作為苏伊士运河的装煤站使用。1916年，一戰期間鄂圖曼军队试图占领该岛但最终失败。英国殖民統治直到1967年也门共和国獨立為止。